# Liste der Dekanate der Diözese Innsbruck
Die Diözese Innsbruck ist in folgende 16 Dekanate unterteilt (Stand: 2024):
- Dekanat Axams
- Dekanat Breitenwang
- Dekanat Fügen-Jenbach
- Dekanat Hall
- Dekanat Imst
- Dekanat Innsbruck
- Dekanat Lienz
- Dekanat Matrei am Brenner
- Dekanat Matrei in Osttirol
- Dekanat Prutz
- Dekanat Schwaz
- Dekanat Sillian
- Dekanat Silz
- Dekanat Telfs
- Dekanat Wilten-Land
- Dekanat Zams